# Dòng thời gian tương lai xa

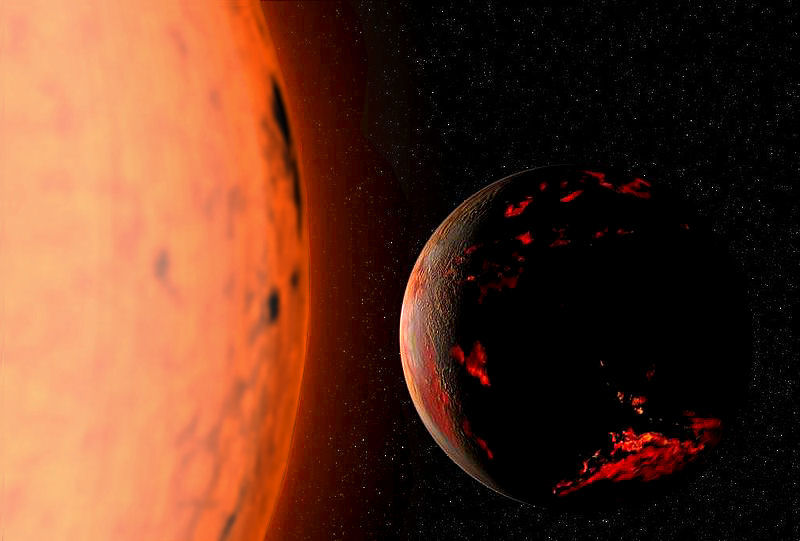
Tác phẩm minh họa cảnh Trái Đất bị thiêu trụi trong vài tỷ năm nữa khi Mặt Trời biến thành ngôi sao đỏ trong giai đoạn cuối.

Tuy không thể biết trước chính xác tương lai, hiểu biết hiện tại của loài người trong nhiều lĩnh vực khoa học cho phép chúng ta dự đoán chung chung một số sự kiện rất xa trong tương lai. Những ngành đó bao gồm vật lý thiên văn, cho ta biết cách các hành tinh và vì sao hình thành, tương tác, và lụi tàn; vật lý hạt, cho ta biết cách vật chất vận hành ở những quy mô nhỏ nhất; sinh học tiến hóa, dự đoán tiến trình tiến hóa của sự sống; và kiến tạo mảng, cho ta biết sự dịch chuyển của các lục địa qua hàng triệu năm.
Tất cả tiên đoán về tương lai của Trái Đất, hệ Mặt Trời, và vũ trụ phải tính đến định luật thứ hai của nhiệt động lực học, phát biểu rằng entropy, hay sự thất thoát năng lượng có sẵn, phải tăng theo thời gian. Các sao sẽ dần cạn kiệt nguồn nhiên liệu hydro và tàn lụi. Sự va chạm giữa các vật thể thiên văn bắn các hành tinh ra khỏi hệ mặt trời của chúng, và các hệ mặt trời ra khỏi thiên hà.
Các nhà vật lý dự kiến vật chất rồi sẽ chịu tác động của phóng xạ, khi mà ngay cả những nguyên tố bền vững nhất cũng bị phá vỡ thành những hạt hạ nguyên tử. Dữ liệu hiện nay cho thấy nhiều khả năng vũ trụ có hình học phẳng (hoặc gần như phẳng), và do đó sẽ không đổ sập vào chính nó sau một khoảng thời gian hữu hạn, và một vũ trụ vô hạn cho phép những sự kiện không tưởng xảy ra, như sự hình thành bộ não Boltzmann.
Dòng thời gian ở đây bao gồm những sự kiện từ thiên niên kỷ thứ 4 (bắt đầu từ năm 3001 CE) cho đến tương lai xa nhất có thể. Một số sự kiện tương lai khác được liệt kê đối với những câu hỏi chưa được giải quyết, như là loài người liệu có bị tuyệt chủng, liệu proton có phân rã, và liệu Trái Đất có sống sót sau khi Mặt Trời phình lên thành một sao khổng lồ đỏ.

## Chú giải
| Vật lý thiên văn và thiên văn học | Vật lý thiên văn và thiên văn học |
| Địa chất và khoa học hành tinh    | Địa chất và khoa học hành tinh    |
| Sinh học                          | Sinh học                          |
| Vật lý hạt                        | Vật lý hạt                        |
| Toán học                          | Toán học                          |
| Văn hóa và công nghệ              | Văn hóa và công nghệ              |

## Trái Đất, Hệ Mặt Trời và vũ trụ
| Vật lý thiên văn và thiên văn học | 2.000                          | Độ dài một ngày mặt trời nhiều khả năng vượt quá 86.400¹⁄₃₀ giây SI bởi tác động thủy triều của mặt trăng làm giảm tốc độ quay quanh trục của Trái Đất, dẫn đến quy ước UTC thêm một giây nhuận vào cuối một tháng UTC khi mà UTC không thể lệch UT1 ít hơn một giây vào mọi lúc. Để bù đắp cho chênh lệch này, hoặc là giây nhuận vào được thêm vào nhiều lần trong tháng, hoặc nhiều giây nhuận được thêm vào cuối một số hoặc tất cả các tháng. | |            |      | |
| Địa chất và khoa học hành tinh    | 10.000                         | Nếu "nút băng" của Lưu vực Wilkes gặp vấn đề và đe dọa Dải băng Đông Nam Cực, sẽ cần chừng này thời gian để băng tan hoàn toàn. Mực nước biển sẽ dâng lên khoảng 3 đến 4 mét. Đây là một trong những tác động dài hạn của nóng lên toàn cầu, và riêng biệt với một mối đe dọa ngắn hạn từ Dải băng Tây Nam Cực. | |            |      | |
| Vật lý thiên văn và thiên văn học | 10.000                         | Siêu sao khổng lồ đỏ Antares nhiều khả năng nổ tung trong một vụ siêu tân tinh. Vụ nổ có thể được dễ dàng quan sát bằng mắt thường giữa ban ngày. | |            |      | |
| Vật lý thiên văn và thiên văn học | 13.000                         | Lúc này, nửa chừng giữa chu kỳ tiến động, độ nghiêng trục quay của Trái Đất sẽ bị đảo ngược, khiến mùa hè và mùa đông diễn ra ở những vị trí đối nhau trên quỹ đạo Trái Đất. Điều này nghĩa là các mùa ở Bắc Bán cầu, vốn có nhiều biến động do tỉ lệ đất liền cao, sẽ trở nên khắc nghiệt hơn nữa khi mà nó hướng về phía Mặt Trời ở điểm cận nhật và hướng ra xa Mặt Trời ở điểm viễn nhật. | |            |      | |
| Địa chất và khoa học hành tinh    | 15.000                         | Theo giả thuyết bơm Sahara, tiến động của cực Trái Đất sẽ dời Gió mùa Bắc Phi đủ xa về phía Bắc để biến sa mạc Sahara thành vùng có khí hậu nhiệt đới, giống như nó đã từng 5.000–10.000 năm trước. | |            |      | |
| Địa chất và khoa học hành tinh    | 17.000                         | Ước tính tốt nhất về khả năng xảy ra một vụ phun trào siêu núi lửa "đe dọa nhân loại", đủ lớn để phun ra 1.000 tỷ tấn vật chất núi lửa. | |            |      | |
| Địa chất và khoa học hành tinh    | 25.000                         | Chỏm băng cực bắc Sao Hỏa có thể tan dần khi mà sao Hỏa đạt nhiệt độ đỉnh ở bán cầu bắc trong giai đoạn tiến động điểm cận nhật dài khoảng 50.000 năm trong chu kỳ Milankovitch của nó. | |            |      | |
| Vật lý thiên văn và thiên văn học | 36.000                         | Sao lùn đỏ Ross 248 tiếp cận Trái Đất ở khoảng cách 3,024 năm ánh sáng, trở thành ngôi sao gần Mặt Trời nhất. Nó sẽ lùi đi sau khoảng 8.000 năm, khiến Alpha Centauri (như hiện nay) rồi đến Gliese 445 trở thành sao gần nhất (xem dòng thời gian). | |            |      | |
| Địa chất và khoa học hành tinh    | 50.000                         | Theo Berger và Loutre (2002), thời kỳ gian băng hiện tại sẽ kết thúc, đưa Trái Đất trở về thời kỳ băng hà trong kỷ băng hà hiện tại, bất kể tác động của nóng lên toàn cầu nhân sinh. Tuy nhiên. theo những nghiên cứu gần đây (2016), tác động của nóng lên toàn cầu nhân sinh có thể khiến thời kỳ băng hà này lùi lại 50.000 năm, về cơ bản ta sẽ không trải qua nó. Thác Niagara sẽ xói mòn 32 km cuối cùng của Hồ Erie rồi biến mất. Các hồ sông băng của Khiên Canadia sẽ biến mất bởi sự xói mòn và bật lại hậu băng hà. | |            |      | |
| Vật lý thiên văn và thiên văn học | 50.000                         | Độ dài của ngày dùng trong thiên văn học kéo dài thành 86.401 giây SI bởi tác động thủy triều của mặt trăng làm giảm tốc độ quay quanh trục của Trái Đất. Dưới hệ thống đo giờ hiện nay, hoặc một giây nhuận phải được thêm vào mỗi ngày, hoặc độ dài một ngày phải được định nghĩa lại dài hơn hiện nay một giây SI. | |            |      | |
| Vật lý thiên văn và thiên văn học | 100.000                        | Chuyển động riêng của các sao trên thiên cầu, phụ thuộc vào chuyển động của chúng trong dải Ngân Hà, khiến nhiều chòm sao biến dạng khác hẳn với ngày nay. | |            |      | |
| Vật lý thiên văn và thiên văn học | 100,000                        | Sao cực siêu khổng lồ VY Canis Majoris nhiều khả năng nổ tung trong một vụ siêu tân tinh. | |            |      | |
| Sinh học                          | 100.000                        | Giun đất bản địa ở Bắc Mỹ, như là Megascolecidae, sẽ lan rộng khắp Thượng Trung Tây nước Mỹ cho đến biên giới Canada–Hoa Kỳ, hồi phục từ sự hình thành Dải băng Laurentide (38°N đến 49°N), nếu theo tốc độ di cư khoảng 10 mét mỗi năm. (Tuy nhiên, con người đã đưa những loài giun đất xâm lấn ở Bắc Mỹ trong khoảng thời gian ngắn hơn nhiều, dẫn đến biến động lớn trong hệ sinh thái khu vực.) | |            |      | |
| Địa chất và khoa học hành tinh    | > 100.000                      | Một trong những tác động dài hạn của nóng lên toàn cầu, 10% lượng khí cacbonic nhân sinh sẽ vẫn tồn tại trong khí quyển. | |            |      | |
| Địa chất và khoa học hành tinh    | 250.000                        | Lōʻihi, núi lửa trẻ nhất trong chuỗi núi ngầm Hawaii–Emperor, sẽ dâng lên trên mặt nước biển và trở thành một đảo núi lửa mới. | |            |      | |
| Vật lý thiên văn và thiên văn học | k. 300.000                     | Trong khoảng vài trăm ngàn năm nữa, sao Wolf–Rayet WR 104 có thể sẽ nổ tung trong một vụ siêu tân tinh. Một viễn cảnh với xác suất thấp hơn là WR 104 quay đủ nhanh để tạo ra một vụ nổ tia gamma, và xác suất vụ nổ đó đe dọa đến sự sống trên Trái Đất là thấp hơn nữa. | |            |      | |
| Vật lý thiên văn và thiên văn học | 500.000                        | Trái Đất nhiều khả năng bị một thiên thạch với đường kính khoảng 1 km đâm vào, giả sử nó không thể bị cản lại. | |            |      | |
| Địa chất và khoa học hành tinh    | 500.000                        | Địa hình gồ ghề của Công viên Quốc gia Badlands ở South Dakota sẽ hoàn toàn bị xói mòn. | |            |      | |
| Địa chất và khoa học hành tinh    | 1 triệu                        | Hố thiên thạch Meteor, một hố va chạm ở Arizona thuộc loại "mới nhất", sẽ hoàn toàn bị xói mòn. | |            |      | |
| Vật lý thiên văn và thiên văn học | 1 triệu                        | Thời điểm ước tính lớn nhất cho đến khi sao siêu khổng lồ đỏ Betelgeuse nổ tung trong một vụ siêu tân tinh. Trong vòng ít nhất vài tháng, vụ nổ sẽ thấy được bằng mắt thường giữa ban ngày. Các nghiên cứu cho thấy vụ siêu tân tinh sẽ xảy ra trong vòng một triệu năm, thậm chí có khi chỉ 100.000 năm. | |            |      | |
| Vật lý thiên văn và thiên văn học | 1 triệu                        | Desdemona và Cressida, mặt trăng của sao Thiên Vương, nhiều khả năng đâm vào nhau. | |            |      | |
| Vật lý thiên văn và thiên văn học | 1,28 ± 0,05 triệu              | Sao Gliese 710 sẽ đến gần Mặt Trời với khoảng cách 0,0676 parsec—0,221 năm ánh sáng (14.000 đơn vị thiên văn) trước khi rời đi. Sự kiện này sẽ làm nhiễu loạn trọng trường giữa các thiên thể trong đám mây Oort, một đám mây các thiên thể băng giá ở rìa Hệ Mặt Trời, từ đó tăng xác suất một vụ va chạm sao chổi trong Hệ Mặt Trời. | |            |      | |
| Sinh học                          | 2 triệu                        | Thời điểm ước tính để hệ sinh thái rặng san hô hồi phục từ sự axit hóa đại dương do con người; quá trình hồi phục của hệ sinh thái biển sau sự kiện axit hóa xảy ra 65 triệu năm trước cũng tốn khoảng thời gian tương tự. | |            |      | |
| Địa chất và khoa học hành tinh    | > 2 triệu                      | Grand Canyon sẽ tiếp tục xói mòn, trở nên sâu hơn một chút, nhưng nhìn chung mở rộng các thung lũng bao quanh sông Colorado. | |            |      | |
| Vật lý thiên văn và thiên văn học | 2,7 triệu                      | Chu kỳ bán rã quỹ đạo trung bình của các centaur, trở nên bất ổn vì tương tác trọng trường với một số hành tinh vòng ngoài. | |            |      | |
| Vật lý thiên văn và thiên văn học | 3 triệu                        | Do tốc độ quay quanh trục của Trái Đất giảm dần, một ngày trên Trái Đất sẽ dài hơn hiện nay một phút. | |            |      | |
| Địa chất và khoa học hành tinh    | 10 triệu                       | Thung lũng đới tách giãn Đông Phi đang mở rộng sẽ bị Biển Đỏ đổ ngập, tạo nên một bồn đại dương mới chia lục địa Phi và mảng châu Phi thành mảng Nubia và mảng Somali. | |            |      | |
| Sinh học                          | 10 triệu                       | Thời điểm ước tính để đa dạng sinh học hồi phục sau một vụ tuyệt chủng Holocene khả dĩ, nếu nó xảy ra trên quy mô của năm đợt tuyệt chủng trước đó. Ngay cả khi không xảy ra tuyệt chủng hàng loạt, đến đây hầu hết các loài hiện nay đều sẽ biến mất qua tốc độ tuyệt chủng nền, với nhiều nhánh dần tiến hóa thành các dạng mới. | |            |      | |
| Vật lý thiên văn và thiên văn học | 10 triệu – 1 tỷ                | Cupid và Belinda, mặt trăng của sao Thiên Vương, nhiều khả năng đã đâm vào nhau. | |            |      | |
| Vật lý thiên văn và thiên văn học | 50 triệu                       | Thời điểm ước tính tối đa trước khi mặt trăng Phobos đâm vào sao Hỏa. | |            |      | |
| Địa chất và khoa học hành tinh    | 50 triệu                       | Theo Christopher R. Scotese, sự dịch chuyển của đứt gãy San Andreas khiến Vịnh California tràn vào Thung lũng Trung phần California. Điều này dẫn đến một biển nội địa mới hình thành ở bờ Tây Bắc Mỹ, sáp nhập những nơi là Los Angeles và San Francisco hiện giờ. Bờ biển California sẽ bắt đầu bị bút chìm vào Rãnh Aleutian. Châu Phi va chạm với lục địa Á Âu sẽ khép Bồn địa Địa Trung Hải và tạo thành một dãy núi giống dãy Himalaya. Những đỉnh núi thuộc dãy Appalachia sẽ bị xói mòn gần hết với tốc độ 5,7 đơn vị Bubnoff, mặc dù địa thế sẽ dâng lên do các thung lũng trong khu vực hạ xuống nhanh gấp đôi. | |            |      | |
| Địa chất và khoa học hành tinh    | 50–60 triệu                    | Dãy núi Rocky của Canada sẽ xói mòn thành một bình nguyên nếu giữ tốc độ 60 đơn vị Bubnoffs. Nam Rocky ở Hoa Kỳ sẽ xói mòn chậm hơn. | |            |      | |
| Địa chất và khoa học hành tinh    | 50–400 triệu                   | Thời điểm ước tính để Trái Đất hồi phục nguồn dự trữ nhiên liệu hóa thạch một cách tự nhiên. | |            |      | |
| Địa chất và khoa học hành tinh    | 80 triệu                       | Đảo Hawaii lớn sẽ trở thành hòn đảo Hawaii cuối cùng chìm xuống dưới mặt nước biển, trong khi một chuỗi "Quần đảo Hawaii mới" sẽ trồi lên thế chỗ chúng. | |            |      | |
| Vật lý thiên văn và thiên văn học | 100 triệu                      | Trái Đất nhiều khả năng bị một thiên thạch có kích cỡ tương tự cái gây ra tuyệt chủng K–Pg 66 triệu năm trước, giả sử nó không thể bị ngăn lại. | |            |      | |
| Địa chất và khoa học hành tinh    | 100 triệu                      | Theo mô hình Pangaea Ultima của Christopher R. Scotese, một đới hút chìm mới sẽ mở ra trong Đại Tây Dương và châu Mỹ sẽ bị kéo về lại châu Phi. | |            |      | |
| Địa chất và khoa học hành tinh    | 100 triệu                      | Ước tính cận trên cho tuổi thọ của vành đai sao Thổ trong tình trạng hiện nay. | |            |      | |
| Vật lý thiên văn và thiên văn học | 110 triệu                      | Độ sáng của Mặt Trời tăng 1%. | |            |      | |
| Vật lý thiên văn và thiên văn học | 180 triệu                      | Do tốc độ quay quanh trục của Trái Đất giảm dần, một ngày trên Trái Đất sẽ dài hơn hiện nay một tiếng đồng hồ. | |            |      | |
| Toán học                          | 230 triệu                      | Không thể dự đoán quỹ đạo của các hành tinh xa hơn mốc thời gian này bởi giới hạn của thời gian Lyapunov. | |            |      | |
| Vật lý thiên văn và thiên văn học | 240 triệu                      | Từ vị trí hiện tại, Hệ Mặt Trời hoàn thành một vòng quanh Trung tâm Ngân Hà. | |            |      | |
| Địa chất và khoa học hành tinh    | 250 triệu                      | Theo Christopher R. Scotese, bờ Tây Bắc Mỹ dịch chuyển về phía Bắc sẽ khiến California va chạm vào Alaska. | |            |      | |
| Địa chất và khoa học hành tinh    | 250–350 triệu                  | Tất cả lục địa trên Trái Đất có thể sẽ hợp thành một siêu lục địa. Ba viễn cảnh khả dĩ cho một siêu lục địa đã được đặt tên là Amasia, Novopangaea, và Pangaea Ultima. Điều này nhiều khả năng sẽ dẫn đến một thời kỳ băng hà, hạ mực nước biển và tăng lượng oxi trong khí quyển, làm giảm nhiệt độ toàn cầu. | |            |      | |
| Sinh học                          | > 250 triệu                    | Tiến hóa sinh học có thể xảy ra ở tốc độ cao do sự hình thành của siêu lục địa dẫn đến nhiệt độ giảm và nồng độ oxi tăng. Sự cạnh tranh giữa các loài trở nên gay gắt vì siêu lục địa được hình thành, hoạt động núi lửa tăng mạnh và điều kiện môi trường khắc nghiệt bởi nóng lên toàn cầu với một Mặt Trời sáng hơn có thể dẫn đến một sự kiện tuyệt chủng hàng loạt. | |            |      | |
| Địa chất và khoa học hành tinh    | 300 triệu                      | Vì sự dịch chuyển của hoàn lưu Hadley xích đạo về khoảng vĩ tuyến 40° bắc và nam, lượng đất khô cằn sẽ tăng 25%. | |            |      | |
| Địa chất và khoa học hành tinh    | 300–600 triệu                  | Thời điểm ước tính để nhiệt độ lớp phủ Sao Kim đạt cực đại. Sau đó, trong khoảng 100 triệu năm, diễn ra hút chìm quy mô lớn và lớp phủ được tái chế. | |            |      | |
| Địa chất và khoa học hành tinh    | 350 triệu                      | Theo những mô phỏng phát triển bởi Paul F. Hoffman, hút chìm ngừng xảy ra trong Bồn địa Thái Bình Dương. | |            |      | |
| Địa chất và khoa học hành tinh    | 400–500 triệu                  | Siêu lục địa (Pangaea Ultima, Novopangaea, hay Amasia) nhiều khả năng đã tách rời thành những lục địa con. This will likely result in higher global temperatures, similar to the Cretaceous period. | |            |      | |
| Vật lý thiên văn và thiên văn học | 500 triệu                      | Thời điểm ước tính cho đến khi một vụ nổ tia gamma, hoặc một siêu tân tinh siêu lớn, diễn ra trong khoảng 6.500 năm ánh sáng với Trái Đất, đủ gần để tia gamma tác động đến tầng ozon của Trái Đất và có thể dẫn đến một vụ tuyệt chủng hàng loạt, giả sử giả thuyết rằng một vụ nổ trước đây gây ra vụ tuyệt chủng Ordovic–Silur là đúng. Tuy nhiên, siêu tân tinh đó phải quay đúng về phía Trái Đất để gây ra bất kỳ hậu quả nào. | |            |      | |
| Vật lý thiên văn và thiên văn học | 600 triệu                      | Gia tốc thủy triều đưa Mặt Trăng đủ xa Trái Đất khiến nhật thực không thể xảy ra nữa. | |            |      | |
| Địa chất và khoa học hành tinh    | 500–600 triệu                  | Độ sáng tăng dần của Mặt Trời bắt đầu làm gián đoạn chu trình cacbonat–silicat. Độ sáng cao đẩy nhanh quá trình phong hóa đá bề mặt, nhốt khí cacbonic trong lòng đất dưới dạng cacbonat. Khi nước bốc hơi từ bề mặt Trái Đất, đá cứng lại, làm chậm kiến tạo mảng và cuối cùng dừng lại khi các đại dương biến mất hoàn toàn. Không có nhiều hoạt động núi lửa để tái chế khí cacbonic vào lại khí quyển Trái Đất, nồng độ khí cacbonic bắt đầu giảm. Đến đây, nồng độ khí cacbonic sẽ giảm đến mức quá trình quang hợp C3 không thể diễn ra. Tất cả thực vật C3 (≈99% các loài hiện nay) sẽ chết. Sự tuyệt chủng của thực vật C3 nhiều khả năng sẽ là một quá trình kéo dài thay vì một sự kiện đột ngột. Những thực vật đầu tiên biến mất sẽ là thực vật thân thảo C3, tiếp theo là cây rụng lá, rừng lá rộng thường xanh và cuối cùng là thông thường xanh. | |            |      | |
| Sinh học                          | 500–800 triệu                  | Khi Trái Đất bắt đầu nóng lên và nồng độ khí cacbonic giảm, thực vật—và theo đó là động vật—có thể kéo dài sự sống sót bằng cách tiến hóa để chống chọi, như cần ít khí cacbonic hơn để quang hợp, trở thành cây ăn thịt, thích ứng với sự khử ẩm, hoặc cộng sinh với nấm. Những thích ứng này nhiều khả năng xảy ra vào đầu giai đoạn ấm dần. Đời sống thực vật biến mất sẽ làm giảm nồng độ oxi trong khí quyển, cho phép các bức xạ cực tím phá hủy DNA đến được bề mặt. Nhiệt độ tăng sẽ dẫn đến những phản ứng hóa học trong khí quyển, càng làm nồng độ oxi giảm sâu. Những động vật bay sẽ thích ứng tốt hơn bởi khả năng di chuyển quãng đường lớn cho phép chúng tìm nơi mát để trú ẩn. Nhiều loại động vật có thể bị đẩy ra hai cực hoặc xuống lòng đất. Chúng sẽ hoạt động vào đêm vùng cực và ngủ hè vào ngày vùng cực bởi cái nóng và bức xạ khắc nghiệt. Hầu hết đất liền sẽ trở thành sa mạc, và phần lớn động thực vật sống trong các đại dương. | |            |      | |
| Sinh học                          | 800–900 triệu                  | Nồng độ khí cacbonic giảm xuống mức quang hợp C4 không thể diễn ra. Không có thực vật để tái chế oxi trong khí quyển, oxi tự do và tầng ozone sẽ biến mất, dẫn đến tia UV chết người chạm xuống bề mặt Trái Đất. Trong quyển sách The Life and Death of Planet Earth, các tác giả Peter D. Ward và Donald Brownlee cho rằng một số động vật có thể tồn tại trong đại dương. Tuy nhiên, cuối cùng thì tất cả sinh vật đa bào sẽ biến mất. Đời sống động vật có thể tiếp tục nhiều nhất là 100 triệu năm sau khi thực vật tuyệt chủng, với những loài trụ lại cuối cùng là những loài không phụ thuộc vào thực vật sống như mối hay những sinh vật ở miệng phun thủy nhiệt như giun thuộc chi Riftia. Sự sống duy nhất còn tồn tại trên Trái Đất là các sinh vật đơn bào. | |            |      | |
| Địa chất và khoa học hành tinh    | 1 tỷ                           | 27% khối lượng đại dương bị hút chìm xuống lớp phủ. Nếu quá trình này tiếp tục, nó sẽ đạt trạng thái cân bằng với khoảng 65% lượng nước bề mặt ngày nay bị hút chìm. | |            |      | |
| Địa chất và khoa học hành tinh    | 1,1 tỷ                         | Độ sáng của Mặt Trời tăng khoảng 10%, khiến nhiệt độ bề mặt Trái Đất trung bình đạt mức 320 K (47 °C; 116 °F). Bầu khí quyển sẽ trở thành một "nhà kính ẩm", khiến các đại dương bốc hơi. Điều này dẫn đến các mảng kiến tạo ngừng di chuyển hoàn toàn, nếu chưa dừng trước thời điểm này. Những hồ nước nhỏ có thể vẫn còn ở hai cực, cho phép sự sống đơn giản tồn tại. | |            |      | |
| Sinh học                          | 1,2 tỷ                         | Ước tính cận trên cho sự tuyệt chủng của tất cả thực vật, giả sử quang hợp có thể diễn ra trong nồng độ khí cacbonic cực thấp. Nếu điều này là có thể, nhiệt độ tăng cao sẽ khiến bất kỳ dạng sống động vật nào biến mất kể từ đây. | |            |      | |
| Sinh học                          | 1,3 tỷ                         | Sinh vật nhân thực biến mất trên Trái Đất do thiếu trầm trọng khí cacbonic. Chỉ còn sinh vật nhân sơ sống sót. | |            |      | |
| Vật lý thiên văn và thiên văn học | 1,5–1,6 tỷ                     | Độ sáng tăng dần của Mặt Trời đẩy vùng ở được quanh sao ra ngoài. carbon dioxide xuất hiện nhiều trong khí quyển Sao Hỏa trong khi nhiệt độ bề mặt tăng lên mức tương tự Trái Đất trong kỷ băng hà. | |            |      | |
| Sinh học                          | 1,6 tỷ                         | Ước tính cận dưới cho sự tuyệt chủng của mọi sinh vật nhân sơ. | |            |      | |
| Địa chất và khoa học hành tinh    | 2 tỷ                           | Ước tính cận trên cho sự biến mất của các đại dương trên Trái Đất nếu áp suất khí quyển giảm thông qua chu trình nitơ. | |            |      | |
| Địa chất và khoa học hành tinh    | 2,3 tỷ                         | Lõi ngoài của Trái Đất đóng băng nếu lõi trong tiếp tục nở ra với tốc độ 1 mm mỗi năm. Không có lõi ngoài lỏng, từ trường Trái Đất ngừng hoạt động, và các hạt mang điện phát ra từ Mặt Trời dần khiến khí quyển biến mất. | |            |      | |
| Vật lý thiên văn và thiên văn học | 2,55 tỷ                        | Nhiệt độ bề mặt Mặt Trời đạt giá trị cực đại 5.820 K (5.550 °C; 10.020 °F). Từ đây, nó sẽ nguội dần trong khi độ sáng tiếp tục tăng. | |            |      | |
| Địa chất và khoa học hành tinh    | 2,8 tỷ                         | Nhiệt độ bề mặt Trái Đất đạt mức khoảng 420 K (147 °C; 296 °F), ngay cả ở hai cực. | |            |      | |
| Sinh học                          | 2,8 tỷ                         | Tất cả sự sống, nếu có thì chỉ còn những quần thể đơn bào trong những môi trường cô lập, phân tán như hồ hoặc hang động trên cao, bị tuyệt chủng. | |            |      | |
| Vật lý thiên văn và thiên văn học | k. 3 tỷ                        | Xác suất 1 phần 100.000 là Trái Đất sẽ bị bắn vào khoảng không liên sao trước thời điểm này, và xác suất 1 phần 3 triệu là nó bị một ngôi sao khác nhốt giữ. Nếu điều này xảy ra, sự sống, giả sử sống sót qua hành trình liên sao, có khả năng tồn tại lâu hơn rất nhiều. | |            |      | |
| Vật lý thiên văn và thiên văn học | 3 tỷ                           | Điểm trung vị mà ở đó khoảng cách tăng dần giữa Trái Đất và Mặt Trăng làm giảm tác động cân bằng lên độ nghiêng trục quay của Trái Đất. Hệ quả là lang thang cực thực sự của Trái Đất trở nên hỗn loạn, dẫn đến những thất thường lớn trong khí hậu do độ nghiên trục quay thay đổi. | |            |      | |
| Vật lý thiên văn và thiên văn học | 3,3 tỷ                         | Xác suất 1% lực hấp dẫn của Sao Mộc khiến quỹ đạo của Sao Thủy quá lệch tâm và va chạm với Sao Kim, khiến vòng trong Hệ Mặt Trời rơi vào hỗn độn. Những viễn cảnh khả dĩ bao gồm Sao Thủy rơi vào Mặt Trời, bị bắn khỏi Hệ Mặt Trời, hoặc va vào Trái Đất. | |            |      | |
| Địa chất và khoa học hành tinh    | 3,5–4,5 tỷ                     | Tất cả nước hiện có trong đại dương, nếu còn, đều bị bốc hơi. Hiệu ứng nhà kính gây ra bởi bầu khí quyển dày, nhiều nước, cùng với độ sáng Mặt Trời cao hơn hiện nay khoảng 35–40%, khiến nhiệt độ bề mặt Trái Đất tăng lên mức 1.400 K (1.130 °C; 2.060 °F)—đủ nóng để nấu chảy một số đá bề mặt. | |            |      | |
| Vật lý thiên văn và thiên văn học | 3,6 tỷ                         | Mặt trăng Triton của Sao Hải Vương rơi vào giới hạn Roche của hành tinh này, có khả năng bị tan rã thành một hệ thống vành đai hành tinh tương tự như của Sao Thổ. | |            |      | |
| Vật lý thiên văn và thiên văn học | 4 tỷ                           | Điểm trung vị khi mà Thiên hà Andromeda sẽ va chạm với dải Ngân Hà, rồi sau đó sáp nhập thành một thiên hà gọi là "Milkomeda". Hệ Mặt Trời có thể bị bắn ra ngoài với xác suất nhỏ. Các hành tinh của Hệ Mặt Trời gần như chắc chắn sẽ không bị tác động bởi sự kiện này. | |            |      | |
| Địa chất và khoa học hành tinh    | 4,5 tỷ                         | Sao Hỏa đạt mức bức xạ Mặt Trời bằng với Trái Đất lúc mới hình thành 4,5 tỷ năm trước kể từ hiện tại. | |            |      | |
| Vật lý thiên văn và thiên văn học | 5,4 tỷ                         | Với nguồn hydro trong lõi cạn kiệt, Mặt Trời rời dãy chính và bắt đầu tiến hóa thành một sao khổng lồ đỏ. | |            |      | |
| Địa chất và khoa học hành tinh    | 6,5 tỷ                         | Sao Hỏa đạt mức bức xạ Mặt Trời bằng với Trái Đất ngày nay, rồi cũng chịu số phận tương tự Trái Đất như trên. | |            |      | |
| Vật lý thiên văn và thiên văn học | 7,5 tỷ                         | Sao Hỏa và Trái Đất có thể sẽ bị khóa thủy triều khi mà Mặt Trời tiếp tục nở rộng. | |            |      | |
| Vật lý thiên văn và thiên văn học | 7,59 tỷ                        | Trái Đất và Mặt Trăng nhiều khả năng sẽ bị phá hủy sau khi rơi vào Mặt Trời, ngay trước khi Mặt Trời vào đỉnh giai đoạn sao khổng lồ đỏ và đạt bán kính cực đại gấp 256 lần con số hiện nay. Trước khi va vào Mặt Trời, Mặt Trăng có thể sẽ rơi vào giới hạn Roche của Trái Đất, tan rã thành một vành đai mảnh vỡ, hầu hết rơi xuống bề mặt Trái Đất. Trong giai đoạn này, vệ tinh của Sao Mộc Titan có thể đạt nhiệt độ bề mặt đủ cao để sự sống tồn tại. | |            |      | |
| Vật lý thiên văn và thiên văn học | 7,9 tỷ                         | Mặt Trời đạt đỉnh của dãy sao khổng lồ đỏ trong biểu đồ Hertzsprung–Russell, phình to ra với bán kính gấp 256 lần hiện nay. Trong quá trình đó, Sao Thủy, Sao Kim, và gần như chắc chắn Trái Đất sẽ bị phá hủy. | |            |      | |
| Vật lý thiên văn và thiên văn học | 8 tỷ                           | Mặt Trời trở thành một sao lùn trắng cacbon–oxi với khối lượng bằng khoảng 54,05% hiện nay. Đến đây, nếu Trái Đất vẫn còn tồn tại, nhiệt độ bề mặt của nó và các hành tinh khác trong Hệ Mặt Trời sẽ bắt đầu giảm nhanh, do sao lùn trắng Mặt Trời tỏa ra ít năng lượng hơn nhiều so với ngày nay. | |            |      | |
| Vật lý thiên văn và thiên văn học | 22 tỷ                          | Vũ trụ kết thúc trong viễn cảnh Vụ Rách Lớn, giả sử một mô hình năng lượng tối với w = −1,5. Nếu mật độ năng lượng tối thấp hơn −1 thì sự mỡ rộng của vũ trụ sẽ tiếp tục tăng tốc còn vũ trụ quan sát được sẽ tiếp tục bé dần đi. Khoảng 200 triệu năm trước khi Vụ Rách Lớn xảy ra, những cụm thiên hà như Nhóm Địa phương hay Nhóm Sculptor sẽ bị phá hủy. Sáu mươi triệu năm trước Vụ Rách Lớn, tất cả thiên hà sẽ bắt đầu mất đi những ngôi sao ngoài rìa và sẽ tan rã hoàn toàn trong vòng 40 triệu năm tiếp theo. Ba tháng trước Vụ Rách Lớn, tất cả hệ sao sẽ rơi vào hỗn độn, và các hành tinh bị bắn vào khoảng không vũ trụ. Ba mươi phút trước Vụ Rách Lớn, tất cả hành tinh, sao, thiên thạch và thậm chí cả sao neutron và lỗ đen đều sẽ bốc hơi thành những nguyên tử. Một trăm zepto giây (10−19 giây) trước Vụ Rách Lớn, đến lượt nguyên tử bị tan rã. Cuối cùng, khi vụ rách đạt đến quy mô Planck, các sợi vũ trụ cùng với chính không thời gian sẽ bị tan rã. Vũ trụ rơi vào một "kì dị rách" trong đó mọi khoảng cách trở nên lớn vô hạn. Trong khi một "kì dị co" khiến toàn bộ vật chất co cụm lại, một "kì dị rách" làm cho tất cả vật chất trải ra đến vô cùng. Tuy nhiên, quan sát tốc độ của các cụm thiên hà bởi Đài quan sát Tia X Chandra cho thấy giá trị thực của w vào khoảng −0,991 nên Vụ Rách Lớn sẽ không diễn ra. | |            |      | |
| Vật lý thiên văn và thiên văn học | 50 tỷ                          | Nếu Trái Đất và mặt trăng không bị Mặt Trời nuốt chửng, chúng sẽ khóa thủy triều, mỗi thiên thể chỉ cho thấy một mặt với thiên thể kia. Sau đó, tác động thủy triều của Mặt Trời lùn trắng sẽ hấp thụ mômen động lượng của hệ, khiến quỹ đạo Mặt Trăng tan rã và tốc độ quay của Trái Đất tăng dần. | |            |      | |
| Vật lý thiên văn và thiên văn học | 65 tỷ                          | Mặt Trăng có thể va vào Trái Đất do sự tan rã quỹ đạo, giả sử cả hai không bị Mặt Trời nuốt chửng. | |            |      | |
| Vật lý thiên văn và thiên văn học | 100–150 tỷ                     | Sự mở rộng của vũ trụ khiến tất cả thiên hà ngoài Nhóm Địa phương đi ra khỏi đường chân trời ánh sáng vũ trụ, biến mất khỏi vũ trụ quan sát được. | |            |      | |
| Vật lý thiên văn và thiên văn học | 150 tỷ                         | Bức xạ nền vũ trụ hạ nhiệt từ 2,7 K (−270,45 °C; −454,81 °F) hiện nay xuống còn 0,3 K (−272,850 °C; −459,130 °F), khiến nó không thể được phát hiện sử dụng công nghệ ngày nay. | |            |      | |
| Vật lý thiên văn và thiên văn học | 325 tỷ                         | Thời điểm ước tính khi mà sự mở rộng của vũ trụ làm cô lập mọi cấu trúc hấp dẫn trong chân trời vũ trụ của riêng nó. Đến đây, vũ trụ đã lớn gấp 100 triệu hiện tại, và ngay cả những ngôi sao đơn lẻ cũng bị cô lập. | |            |      | |
| Vật lý thiên văn và thiên văn học | 450 tỷ                         | Điểm trung vị khi mà khoảng 47 thiên hà của Nhóm Địa phương sẽ hợp lại thành một thiên hà lớn duy nhất. | |            |      | |
| Vật lý thiên văn và thiên văn học | 800 tỷ                         | Thời điểm ước tính cho tổng lượng ánh sáng phát ra từ thiên hà "Milkomeda" bắt đầu giảm khi mà các sao lùn đỏ đi qua giai đoạn sao lùn xanh với độ sáng cực đại. | |            |      | |
| Vật lý thiên văn và thiên văn học | 1012 (1 ngàn tỷ)               | Ước tính cận dưới cho việc kết thúc sự hình thành sao khi mà các thiên hà cạn kiệt nguồn đám mây khí để tạo ra sao. Sự mở rộng của vũ trụ, giả sử mật độ năng lượng tối không đổi, khiến bước sóng của bức xạ nền vũ trụ tăng gấp 1029 lần, vượt quá quy mô của chân trời ánh sáng vũ trụ và khiến bằng chứng của Vụ Nổ Lớn hoàn toàn không thể được phát hiện. Tuy nhiên, vẫn có thể xác nhận vũ trụ đang mở rộng bằng cách nghiên cứu những sao vận tốc cao. | |            |      | |
| Vật lý thiên văn và thiên văn học | 1,05×1012 (1,05 ngàn tỷ)       | Thời điểm ước tính khi mà vũ trụ mở rộng hơn gấp 1026 lần, khiến mật độ hạt trung bình thấp hơn một hạt trong một thể tích chân trời vũ trụ. Kể từ đây, các hạt trong vật chất liên hà không được gắn kết về cơ bản là bị cô lập, và sự va chạm giữa chúng ngừng ảnh hưởng đến tiến trình phát triển của vũ trụ. | |            |      | |
| Vật lý thiên văn và thiên văn học | 2×1012 (2 ngàn tỷ)             | Thời điểm ước tính khi mà toàn bộ vật thể ngoài Nhóm Địa phương dịch chuyển đỏ hơn 1053 lần. Ngay cả những tia gamma bị kéo dài đến mức bước sóng của chúng lớn hơn đường kính của chân trời vũ trụ. | |            |      | |
| Vật lý thiên văn và thiên văn học | 4×1012 (4 ngàn tỷ)             | Thời điểm ước tính đến khi sao lùn đỏ Proxima Centauri, ngôi sao gần Mặt Trời nhất với khoảng cách hiện tại 4,25 năm ánh sáng, rời dãy chính và trở thành một sao lùn trắng. | |            |      | |
| Vật lý thiên văn và thiên văn học | 1013 (10 ngàn tỷ)              | Thời điểm ước tính cho khả sự sống tồn tại trong vũ trụ là cao nhất, trừ khi sự sống xung quanh những sao nhẹ bị hạn chế. | |            |      | |
| Vật lý thiên văn và thiên văn học | 1,2×1013 (12 ngàn tỷ)          | Thời điểm ước tính khi mà sao lùn đỏ VB 10, là ngôi sao dãy chính nhẹ nhất được biết tính đến năm 2016 với khối lượng bằng 0,075 M☉, dùng hết hydro trong lõi và trở thành sao lùn trắng. | |            |      | |
| Vật lý thiên văn và thiên văn học | 3×1013 (30 ngàn tỷ)            | Thời điểm ước tính cho các sao (bao gồm Mặt Trời) tiếp xúc gần với một ngôi sao khác trong nhóm thiên hà địa phương. Khi hai sao (hay tàn dư sao) đến gần nhau, quỹ đạo các hành tinh quanh chúng có thể bị xáo trộn, và chúng có thể bị bắn ra ngoài hệ sao của mình. Nhìn chung, hành tinh càng gần sao mẹ thì càng khó bị bắn ra ngoài như thế này, bởi nó chịu lực hấp dẫn lớn của ngôi sao. | |            |      | |
| Vật lý thiên văn và thiên văn học | 1014 (100 ngàn tỷ)             | Ước tính cận trên khi mà sự hình thành sao ngừng diễn ra trong các thiên hà. Điều này đánh dấu sự chuyển giao từ kỷ nguyên Sao sang kỷ nguyên Thoái hóa; không còn hydro tự do để tạo thành sao mới, tất cả những ngôi sao còn lại dần cạn kiệt nhiên liệu và chết. Lúc này, vũ trụ đã giãn nở gấp 102554 lần hiện nay. | |            |      | |
| Vật lý thiên văn và thiên văn học | 1,1–1,2×1014 (110–120 ngàn tỷ) | Thời điểm mà tất cả các sao trong vũ trụ đều cạn kiệt nguồn nhiên liệu của mình (những sao sống lâu nhất, sao lùn đỏ khối lượng thấp, có tuổi thọ vào khoảng 10–20 ngàn tỷ năm). Từ đây, những vật thể còn lại là những tàn dư sao (sao lùn trắng, sao neutron, lỗ đen) và sao lùn nâu. Va chạm giữa các sao lùn nân sẽ tạo sao lùn nâu mới trên quy mô bé: trung bình khoảng 100 ngôi sao sẽ còn chiếu sáng trong cái từng là dải Ngân Hà. Va chạm giữa các tàn dư sao sẽ tạo thành các siêu tân tinh. | |            |      | |
| Vật lý thiên văn và thiên văn học | 1015 (1 triệu tỷ)              | Thời điểm ước tính khi mà các vụ tiếp xúc gần giữa sao làm tất cả hành tinh trong những hệ sao (bao gồm Hệ Mặt Trời) bị bắn khỏi quỹ đạo. Lúc này, Mặt Trời sẽ nguội xuống còn 5 K (−268,15 °C; −450,67 °F). | |            |      | |
| Vật lý thiên văn và thiên văn học | 1019 đến 1020 (10–100 tỷ tỷ)   | Thời điểm ước tính khi mà 90–99% các sao lùn nâu và tàn dư sao (bao gồm Mặt Trời) bị bắn khỏi thiên hà. Khi hai thiên thể đến gần nhau, chúng trao đổi năng lượng quỹ đạo, với vật thể nhẹ hơn thu năng lượng vào. Qua nhiều lần tiếp xúc như thế, các vật thể nhẹ có thể đạt mức năng lượng cần thiết để bắn ra khỏi thiên hà của mình. Quá trình này sẽ khiến Ngân Hà dần phóng toàn bộ số sao lùn nâu và tàn dư sao của nó. | |            |      | |
| Vật lý thiên văn và thiên văn học | 1020 (100 tỷ tỷ)               | Thời điểm ước tính khi mà Trái Đất va vào Mặt Trời lùn đen do tan rã quỹ đạo bởi bức xạ hấp dẫn, giả sử Trái Đất không bị bắn khỏi quỹ đạo hoặc bị Mặt Trời nuốt chửng trước đó. | |            |      | |
| Vật lý thiên văn và thiên văn học | 1023 (100 ngàn tỷ tỷ)          | Vào khoảng thời gian này hầu hết các tàn dư sao và những vật thể khác đều bị bắn ra khỏi những cụm thiên hà còn sót lại. | |            |      | |
| Vật lý thiên văn và thiên văn học | 1030 (1 ngàn tỷ tỷ)            | Thời điểm ước tính khi mà những tàn dư sao không bị bắn khỏi thiên hà (1–10%) rơi vào lỗ đen siêu khối lượng ở trung tâm thiên hà của chúng. Đến thời điểm này, khi mà những sao đôi đã rơi vào nhau còn các hành tinh rơi vào sao mẹ qua bức xạ hấp dẫn, những thứ duy nhất còn tồn tại trong vũ trụ là những thiên thể đơn lẻ (tàn dư sao, sao lùn nâu, vật thể khối lượng cỡ hành tinh bị bắn, lỗ đen). | |            |      | |
| Vật lý hạt                        | 2×1036                         | Thời gian ước tính cho tất cả nucleon trong vũ trụ quan sát được phân rã, nếu chu kỳ bán rã proton giả thuyết có giá trị nhỏ nhất (8,2×1033 năm). | |            |      | |
| Vật lý hạt                        | 3×1043                         | Thời gian ước tính cho tất cả nucleon trong vũ trụ quan sát được phân rã, nếu chu kỳ bán rã proton giả thuyết có giá trị lớn nhất, 1041 năm, giả sử Vụ Nổ Lớn trải qua thời kỳ lạm phát và quá trình làm baryon áp đảo các phản baryon trong vũ trụ sơ khai khiến cho proton phân rã. Đến thời điểm này, nếu proton thực sự phân rã, kỷ nguyên thống trị của các lỗ đen, Kỷ nguyên Lỗ đen, bắt đầu. | |            |      | |
| Vật lý hạt                        | 1065                           | Giả sử proton không phân rã, thời gian ước tính cho các vật thể rắn, từ thiên thạch tự do đến các hành tinh, tái sắp xếp các nguyên tử và phân tử của chúng thông qua xuyên hầm lượng tử. Trên thang thời gian này, bất kỳ vật thể nào cũng "hành xử như chất lỏng" và trở thành một quả cầu trơn do khuếch tán và lực hấp dẫn. | |            |      | |
| Vật lý hạt                        | 2×1066                         | Thời gian ước tính cho đến khi một lỗ đen nặng bằng Mặt Trời phân rã thành các hạt hạ nguyên tử thông qua bức xạ Hawking. | |            |      | |
| Vật lý hạt                        | 6×1099                         | Thời gian ước tính cho đến khi lỗ đen siêu khối lượng của thiên hà TON 618, lỗ đen nặng nhất được biết tính đến năm 2018 với khối lượng bằng 66 tỷ lần Mặt Trời, phân rã bởi bức xạ Hawking, giả sử không có mômen động lượng (lỗ đen không quay). | |            |      | |
| Vật lý hạt                        | 1,7×10106                      | Thời gian ước tính cho đến khi một lỗ đen siêu khối lượng nặng gấp 20 ngàn tỷ lần Mặt Trời phân rã do bức xạ Hawking. Đây sẽ đánh dấu hồi kết của Kỷ nguyên Lỗ đen. Kể từ thời điểm này, nếu proton thực sự phân rã, vũ trụ bước vào Kỷ nguyên Bóng tối, trong đó tất cả vật thể phân rã thành những hạt hạ nguyên tử, dần rơi xuống trạng thái năng lượng cuối cùng trong cái chết nhiệt của vũ trụ. | |            |      | |
| Vật lý hạt                        | 10139                          | Ước tính năm 2018 cho thời gian trước khi chân không giả phân rã; khoảng chắc chắn 95% là từ 1058 đến 10241 năm do khối lượng của quark trên chưa được biết chính xác. | |            |      | |
| Vật lý hạt                        | 10200                          | Thời điểm cận trên cho tất cả nucleon trong vũ trụ quan sát được phân rã, nếu không theo những phương thức ở trên, thì thông qua những cơ chế của vật lý hạt hiện đại (quá trình không bảo toàn baryon cấp cao, lỗ đen ảo, sphaleron, v.v.) trên thang thời gian từ 1046 đến 10200 năm. | 10<su 101100-32000\|Thời điểm ước tính các sao lùn đen có khối lượng từ 1,16-1,32 Mặt trời trải qua quá trình siêu tân tinh | Vật lý hạt | 1026 | Ước tính cận dưới cho thời gian để tất cả sao sắt sụp đổ thông qua xuyên hầm lượng tử thành những lỗ đen, giả sử không có phân rã proton hay lỗ đen ảo. Trên thang thời gian khổng lồ này, ngay cả những ngôi sao sắt bền vững nhất cũng sẽ bị phá hủy bởi các sự kiện xuyên hầm lượng tử. Những sao sắt đầu tiên có khối lượng đủ cao (khoảng giữa 0,2 M☉ và giới hạn Chandrasekhar) sẽ co sập thông qua xuyên hầm và trở thành sao neutron. Sau đó, sao neutron và bất kỳ sao sắt nào nặng hơn giới hạn Chandrasekhar sẽ co sập thành những lỗ đen. Quá trình bốc hơi của những lỗ đen đó thành các hạt hạ nguyên tử (kéo dài khoảng 10100 năm), và sự chuyển giao sang Kỷ nguyên Bóng tối là gần như tức thời trên thang thời gian này. |
| Vật lý hạt                        | 1050                           | Thời gian ước tính để bộ não Boltzmann xuất hiện trong chân không thông qua sự giảm entropy tức thời. | |            |      | |
| Vật lý hạt                        | 1076                           | Thời điểm cận trên khi mà tất cả các sao sắt sụp đổ thành lỗ đen, giả sử không có phân rã proton hay lỗ đen ảo, rồi sau đó lập tức (trên thang thời gian này) bốc hơi thành những hạt hạ nguyên tử. Đây cũng là ước tính cao nhất có thể cho sự kết thúc của Kỷ nguyên Lỗ đen (và Kỷ nguyên Bóng tối sau đó). Kể từ điểm này, vũ trụ gần như chắc chắn không còn vật chất baryon nữa và chỉ có chân không gần tuyệt đối (có thể tồn tại cùng với chân không giả) cho đến khi nó đạt trạng thái năng lượng cuối cùng, giả sử không diễn ra trước thời điểm này. | |            |      | |
| Vật lý hạt                        | 10120                          | Ước tính cao nhất cho thời gian để vũ trụ đạt trạng thái năng lượng cuối cùng, ngay cả khi có mặt chân không giả. | |            |      | |
| Vật lý hạt                        | 1056                           | Thời gian để hiệu ứng lượng tử tạo ra một Vụ Nổ Lớn mới và một vũ trụ mới được sinh ra. Ở những thang thời gian khổng lồ này, xuyên hầm lượng tử ở bất kỳ nơi nào trong vũ trụ trống rỗng này đều có thể dẫn đến sự kiện lạm phát mới, dẫn đến Vụ Nổ Lớn mới và những vũ trụ mới. (Vì tổng số cách các hạt hạ nguyên tử trong vũ trụ quan sát được có thể được kết hợp là 1010120, một con số không đáng kể so với 101056, đây cũng có thể là thời gian cần để một Vụ Nổ Lớn từ xuyên hầm lượng tử và thăng giáng lượng tử hình thành một vũ trụ giống hệt vũ trụ của chúng ta, giả sử tất cả vũ trụ mới chứa số hạt hạ nguyên tử nhiều bằng chúng ta và tuân theo các định luật trong phạm vi dự đoán bởi lý thuyết dây.) | |            |      | |

## Nhân loại
|                                   | Năm kể từ đây | Sự kiện |
| --------------------------------- | ------------- | --- |
| Văn hóa và công nghệ              | 10.000        | Tuổi thọ ước tính khả dĩ nhất của một nền văn minh công nghệ cao, theo phát biểu gốc của phương trình Drake bởi Frank Drake. |
| Sinh học                          | 10.000        | Nếu xu hướng toàn cầu hóa dẫn đến ngẫu phối, khác biệt di truyền người sẽ không còn giới hạn trong khu vực, khi mà kích thước quần thể hiệu quả bằng kích thước quần thể thực. |
| Toán học                          | 10.000        | Nhân loại sẽ bị tuyệt chủng trước thời điểm này với xác suất 95%, theo như tính toán của Brandon Carter dựa trên lý luận ngày tận thế gây nhiều tranh cãi, cho rằng một số người đã, đang và sẽ tồn tại đã được sinh ra. |
| Văn hóa và công nghệ              | 20.000        | Theo mô hình ngôn ngữ ngữ thời học của Morris Swadesh, những ngôn ngữ trong tương lai sẽ chỉ giữ lại 1 trong số 100 "từ vựng thiết yếu" trong danh sách Swadesh của mình. |
| Địa chất và khoa học hành tinh    | > 100.000     | Thời gian cần để cải tạo Sao Hỏa thành một bầu khí quyển giàu oxi chỉ sử dụng thực vật với hiệu năng quang hợp tương tự như thực vật trên Trái Đất. |
| Văn hóa và công nghệ              | 1 triệu       | Thời điểm gần nhất mà con người có thể xâm chiếm dải Ngân Hà và đủ khả năng thu thập năng lượng của toàn bộ Ngân Hà, giả sử vận tốc di chuyển đạt 10% tốc độ ánh sáng. |
| Biology                           | 2 triệu       | Các loài động vật có xương sống cách ly nhau trong khoảng thời gian này thường sẽ trải qua hình thành loài khác vùng. Nhà sinh học tiến hóa James W. Valentine dự đoán rằng nếu loài người bị phân tán trên những thuộc địa ngoài không gian và bị cách ly di truyền, Ngân Hà sẽ chứa một bức xạ tiến hóa gồm nhiều giống loài người với một "sự đa dạng về hình thái và khả năng thích ứng ngoài sức tưởng tượng của chúng ta". Đây sẽ là một quá trình tự nhiên của các quần thể cô lập, không liên quan đến khả năng công nghệ nâng cấp gen xuất hiện. |
| Toán học                          | 7,8 triệu     | Loài người sẽ bị tuyệt chủng trước thời điểm này với xác suất 95%,theo tính toán của J. Richard Gott dựa trên lý luận ngày tận thế gây nhiều tranh cãi. |
| Văn hóa và công nghệ              | 100 triệu     | Tuổi thọ ước tính cực đại của một nền văn minh công nghệ, theo tính toán của Frank Drake dựa trên phương trình Drake. |
| Vật lý thiên văn và thiên văn học | 1 tỷ          | Thời gian ước tính để một kỹ thuật thiên văn thay đổi quỹ đạo Trái Đất, bù đắp cho độ sáng ngày càng cao của Mặt Trời và vùng sống được bị đẩy ra ngoài, thực hiện thông qua hàng loạt lần hỗ trợ hấp dẫn bằng thiên thạch. |

## Tàu vũ trụ và thám hiểm không gian
Hiện nay đã có năm tàu vũ trụ (Voyager 1, Voyager 2, Pioneer 10, Pioneer 11 và New Horizons) trên đường đi ra khỏi Hệ Mặt Trời và vào không gian liên sao. Trừ trường hợp va chạm với một vật thể khác rất khó xảy ra, những thiết bị này có thể tồn tại rất lâu dài.
|                            | Năm kể từ đây    | Sự kiện |
| -------------------------- | ---------------- | --- |
| Astronomy and astrophysics | 1.000            | Vệ tinh hạt nhân SNAP-10A, phóng năm 1965 vào độ cao 700 km (430 mi), sẽ quay về bề mặt Trái Đất. |
| Astronomy and astrophysics | 16.900           | Voyager 1 cách Proxima Centauri trong khoảng 3,5 năm ánh sáng. |
| Astronomy and astrophysics | 18.500           | Pioneer 11 cách Alpha Centauri khoảng 3,4 năm ánh sáng. |
| Astronomy and astrophysics | 20.300           | Voyager 2 cách Alpha Centauri khoảng 2,9 năm ánh sáng. |
| Astronomy and astrophysics | 25.000           | Thông điệp Arecibo, một tập hợp các dữ liệu sóng radio truyền đi ngày 16 tháng 11 năm 1974, chạm đích đến của nó, cụm sao cầu Messier 13. Đây là thông điệp radio liên sao duy nhất được gửi đến địa điểm xa như vậy. Vị trí của cụm sao sẽ dịch khoảng 24 năm ánh sáng trong khoảng thời gian thông điệp di chuyển, nhưng với đường kính cụm cầu là 168 năm ánh sáng, thông điệp đó vẫn sẽ đến nơi. Bất kỳ hồi đáp nào cũng sẽ mất ít nhất 25.000 năm để đến được Trái Đất, giả sử giao tiếp nhanh hơn ánh sáng là bất khả thi. |
| Astronomy and astrophysics | 33.800           | Pioneer 10 cách Ross 248 khoảng 3,4 năm ánh sáng. |
| Astronomy and astrophysics | 34.400           | Pioneer 10 cách Alpha Centauri khoảng 3,4 năm ánh sáng. |
| Astronomy and astrophysics | 42.200           | Voyager 2 cách Ross 248 khoảng 1,7 năm ánh sáng. |
| Astronomy and astrophysics | 44.100           | Voyager 1 cách Gliese 445 khoảng 1,8 năm ánh sáng. |
| Astronomy and astrophysics | 46.600           | Pioneer 11 cách Gliese 445 khoảng 1,9 năm ánh sáng. |
| Astronomy and astrophysics | 50.000           | Viên nang thời gian KEO, nếu được phóng, sẽ quay lại khí quyển Trái Đất. |
| Astronomy and astrophysics | 90.300           | Pioneer 10 cách HIP 117795 khoảng 0,76 năm ánh sáng. |
| Astronomy and astrophysics | 306.100          | Voyager 1 cách TYC 3135-52-1 khoảng 1 năm ánh sáng. |
| Astronomy and astrophysics | 492.300          | Voyager 1 cách HD 28343 khoảng 1,3 năm ánh sáng. |
| Astronomy and astrophysics | 800.000–8 triệu  | Ước tính cận dưới cho tuổi thọ của tấm Pioneer 10, trước khi các chữ khắc bị phá hủy do quá trình xói mòn liên sao. |
| Astronomy and astrophysics | 1,2 triệu        | Pioneer 11 cách Delta Scuti khoảng 3 năm ánh sáng. |
| Astronomy and astrophysics | 1,3 triệu        | Pioneer 10 cách HD 52456 1,5 năm ánh sáng. |
| Astronomy and astrophysics | 2 triệu          | Pioneer 10 đến gần ngôi sao Aldebaran. |
| Astronomy and astrophysics | 4 triệu          | Pioneer 11 đến gần một trong những ngôi sao trong chòm Thiên Ưng. |
| Astronomy and astrophysics | 8 triệu          | Quỹ đạo của các vệ tinh LAGEOS phân rã, chúng sẽ trở về khí quyển Trái Đất, mang theo một thông điệp cho nhân loại trong tương lai, và một bản đồ các lục địa dự kiến. |
| Astronomy and astrophysics | 1 tỷ             | Tuổi thọ ước tính của Đĩa ghi vàng Voyager, trước khi thông tin lưu trữ trên chúng bị phá hủy. |
| Astronomy and astrophysics | 1020 (100 tỷ tỷ) | Thang thời gian ước tính mà hai phi thuyền Pioneer và Voyager va chạm với một ngôi sao (hoặc tàn dư của sao). |

## Dự án công nghệ
|                      | Thời điểm hay năm kể từ đây                | Sự kiện |
| -------------------- | ------------------------------------------ | --- |
| Văn hóa và công nghệ | 3015 CE                                    | Chiếc máy ảnh đặt trong Bảo tàng Nghệ thuật ASU năm 2015 bởi Jonathon Keats sẽ hoàn thành bức ảnh phơi sáng dài 1.000 năm chụp thành phố Tempe, Arizona. |
| Văn hóa và công nghệ | 3183 CE                                    | Kim tự tháp Thời gian, một tác phẩm nghệ thuật công chúng bắt đầu năm 1993 tại Wemding, Đức, dự kiến được hoàn thành. |
| Văn hóa và công nghệ | 6939 CE                                    | Viên nang Thời gian Westinghouse từ các năm 1939 và 1964 dự kiến được mở ra. |
| Văn hóa và công nghệ | 7000 CE                                    | Viên nang thời gian Expo '70 cuối cùng từ năm 1970, chôn dưới một tượng đài gần Thành Osaka, Nhật Bản, dự kiến được mở ra. |
| Văn hóa và công nghệ | 28 tháng 5 năm 8113 CE                     | Hầm mộ Nền văn minh, một viên nang thời gian từ trước Thế chiến II đặt tại Đại học Oglethorpe ở Atlanta, bang Georgia, dự kiến được mở. |
| Văn hóa và công nghệ | 10.000                                     | Tuổi thọ dự kiến của một số dự án thuộc Long Now Foundation, bao gồm một đồng hồ 10.000 năm tuổi gọi là Clock of the Long Now, Dự án Rosetta, và Dự án Long Bet. Tuổi thọ ước tính của đĩa analog HD-Rosetta, một phương tiện ghi bằng chùm ion trên một tấm nickel, công nghệ được phát triển tại Phòng thí nghiệm Quốc gia Los Alamos rồi được thương mại hóa. (Dự án Rosetta sử dụng công nghệ này, đặt tên theo phiến đá Rosetta.) |
| Sinh học             | 10.000                                     | Tuổi thọ dự kiến của Hầm Hạt giống Toàn cầu Svalbard tại Na Uy. |
| Văn hóa và công nghệ | 1 triệu                                    | Tuổi thọ ước tính của kho lưu trữ tự quản Memory of Mankind (MOM) tại mỏ muối Hallstatt ở Áo, chứa thông tin về đồ gốm được ghi trên các phiến đất sét. |
| Văn hóa và công nghệ | 1 triệu                                    | Tuổi thọ dự kiến của Dự án Tài nguyên Loài người được phát triển bởi Đại học Twente tại Hà Lan. |
| Văn hóa và công nghệ | 292.278.994 CE (292 triệu)                 | Tràn số biểu diễn thời gian hệ thống trong các chương trình máy tính bằng Java. |
| Văn hóa và công nghệ | 1 tỷ                                       | Tuổi thọ ước tính của một "thiết bị bộ nhớ nano thoi"sử dụng hạt nano sắt đi qua ống nano cacbon, một công nghệ phát triển bởi Đại học California tại Berkeley. |
| Văn hóa và công nghệ | 292.277.026.596 CE (292 tỷ)                | Tràn số biểu diễn thời gian hệ thống trong các hệ thống Unix 64 bit. |
| Văn hóa và công nghệ | 3×1019 – 3×1021 (30 tỷ tỷ – 3 nghìn tỷ tỷ) | Tuổi thọ ước tính của "tinh thể bộ nhớ Siêu nhân" sử dụng cấu trúc nano khắc lên thủy tinh bằng laze femto giây, một công nghệ được phát triển bởi Đại học Southampton. |

## Công trình nhân tạo
|                               | Năm kể từ đây | Sự kiện |
| ----------------------------- | ------------- | --- |
| Geology and planetary science | 50.000        | Tuổi thọ khí quyển ước tính của cacbon tetraflorua, khí nhà kính bền vững nhất. |
| Geology and planetary science | 1 triệu       | Những vật thể làm bằng thủy tinh trong môi trường sẽ bị phân hủy. Các tượng đài công cộng bằng đá hoa cương sẽ mòn đi khoảng một mét, trong điều kiện khí hậu ôn hòa, giả sử tốc độ ăn mòn 1 đơn vị Bubnoff (1 mm trong 1.000 năm). Nếu không được bảo trì, Đại Kim tự tháp Giza sẽ bị bào mòn đến mức không thể nhận diện. Trên Mặt Trăng, dấu chân "một bước nhỏ" của Neil Armstrong tại Trạm Tranquility sẽ dần bị xói mòn cùng với tất cả những dấu chân của mười hai phi hành gia Apollo từng đặt chân lên Mặt Trăng, do hiệu ứng bào mòn của phong hóa không gian. (Mặt Trăng không có những quá trình bào mòn thông thường trên Trái Đất do nó không có bầu khí quyển.) |
| Geology and planetary science | 7,2 triệu     | Nếu không được bảo trì, Núi Rushmore sẽ xói mòn đến mức không thể nhận diện. |
| Geology and planetary science | 100 triệu     | Các nhà khảo cổ học tương lai sẽ có thể tìm thấy "Địa tầng Đô thị" của những thành phố cảng lớn đã bị hóa thạch, chủ yếu thông qua tàn tích của cơ sở hạ tầng dưới lòng đất như nền móng tòa nhà và đường hầm tiện ích. |

## Năng lượng hạt nhân
|                               | Năm kể từ đây | Sự kiện |
| ----------------------------- | ------------- | --- |
| Particle physics              | 10.000        | Nhà máy Thí điểm Cách ly Chất thải, dùng cho chất thải vũ khí hạt nhân, dự kiến sẽ được bảo vệ đến thời điểm này, với một hệ thống "Đánh dấu vĩnh viễn" được thiết kế để cảnh báo khách viếng thăm bằng nhiều ngôn ngữ (sáu ngôn ngữ LHQ và Navajo) cùng với chữ tượng hình. |
| Particle physics              | 24.000        | Vùng Cách ly Chernobyl, một khu vực rộng 2.600 kilômét vuông (1.000 dặm vuông Anh) tại Ukraine và Belarus bị bỏ hoang sau thảm họa Chernobyl 1986, sẽ trở về mức phóng xạ bình thường.                                                                                       |
| Geology and planetary science | 30.000        | Tuổi thọ nguồn cung ước tính cho trữ lượng lò phản ứng nhân phân hạch, sử dụng những nguồn đã biết, giả sử mức tiêu thụ năng lượng thế giới năm 2009. |
| Geology and planetary science | 60,000        | Tuổi thọ nguồn cung ước tính cho trữ lượng lò phản ứng nước nhẹ phân hạch nếu có thể khai thác toàn bộ lượng urani từ nước biển, giả sử mức tiêu thụ năng lượng thế giới 2009.                                                                                               |
| Particle physics              | 211.000       | Chu kỳ bán rã của techneti-99, sản phẩm phân hạch tuổi thọ cao quan trọng nhất trong chất thải hạt nhân từ urani. |
| Particle physics              | 250.000       | Ước tính tối thiểu cho thời điểm mà lượng plutoni chứa ở Nhà máy Thí điểm Cách ly Chất thải tại New Mexico không còn gây hại cho con người. |
| Particle physics              | 15,7 triệu    | Chu kỳ bán rã của iod-129,sản phẩm phân hạch tuổi thọ cao bền nhất trong chất thải phóng xạ từ urani. |
| Geology and planetary science | 60 triệu      | Tuổi thọ nguồn cung ước tính cho trữ lượng năng lượng hợp hạch nếu có thể khai thác toàn bộ lượng lithi trong nước biển, giả sử mức tiêu thụ năng lượng thế giới năm 1995.                                                                                                   |
| Geology and planetary science | 5 tỷ          | Tuổi thọ nguồn cung ước tính cho trữ lượng lò phản ứng nhân phân hạch nếu có thể khai thác toàn bộ lượng urani từ nước biển, giả sử mức tiêu thụ năng lượng thế giới năm 1983.                                                                                               |
| Geology and planetary science | 150 tỷ        | Tuổi thọ nguồn cung ước tính cho trữ lượng năng lượng nhiệt hạch nếu có thể khai thác toàn bộ lượng deuteri trong nước biển, giả sử mức tiêu thụ năng lượng thế giới năm 1995.                                                                                               |

### Dẫn mục
- Adams, Fred C. (2008). "Long term astrophysical processes". Trong Bostrom, Nick; Ćirković, Milan M. (biên tập). Global catastrophic risks. Oxford University Press. ISBN 978-0-19-857050-9.
- Brownlee, Donald E. (2010). "Planetary habitability on astronomical time scales". Trong Schrijver, Carolus J.; Siscoe, George L. (biên tập). Heliophysics: Evolving Solar Activity and the Climates of Space and Earth. Cambridge University Press. ISBN 978-0-521-11294-9.